# Armando Fernández (water-polo)
Pour les articles homonymes, voir Armando Fernández et Fernández.
Armando Fernández Alatorre (né le 11 mai 1955 à Mexico) est un joueur de water-polo mexicain, naturalisé allemand, vainqueur d'une médaille de bronze olympique en 1984.